# Мухамед Тіджані
Мухамед Тіджані (англ. Muhamed Tijani, нар. 26 липня 2000, Лагос) — нігерійський футболіст, нападник чеського клубу «Славія». На умовах оренди грає за англійський клуб «Плімут Аргайл».
Виступав, зокрема, за клуб «Банік», а також молодіжну збірну Нігерії.

## Клубна кар'єра
Народився 26 липня 2000 року в місті Лагос.
У дорослому футболі дебютував 2019 року виступами за команду «Тржинець», у якій провів один сезон, взявши участь у 10 матчах чемпіонату. 
Протягом 2020 року захищав кольори клубу «Карвіна».
Своєю грою за останню команду привернув увагу представників тренерського штабу клубу «Банік», до складу якого приєднався 2020 року. Відіграв за команду з Острави наступний сезон своєї ігрової кар'єри.
Згодом з 2021 по 2022 рік грав у складі команд «Тржинець» та «Таборско».
У 2022 році повернувся до клубу «Банік». Цього разу провів у складі його команди один сезон. Більшість часу, проведеного у складі «Баніка», був основним гравцем атакувальної ланки команди. У складі «Баніка» був одним з головних бомбардирів команди, маючи середню результативність на рівні 0,34 гола за гру першості.
До складу клубу «Славія» приєднався 2023 року. Станом на 3 серпня 2023 року відіграв за празьку команду 1 матч в національному чемпіонаті.

## Виступи за збірну
У 2019 році залучався до складу молодіжної збірної Нігерії. На молодіжному рівні зіграв у 4 офіційних матчах, забив 1 гол.